# Cirkus Wictoria
Cirkus Wictoria var en svensk cirkus som grundades 1986 av paret Stig och Birgit Mosshagen. 

## Historik
Stig Mosshagen var en konditor som drev en restaurang i Örebro. Där mötte han servitrisen Birgit, som kom att bli hans partner. Stig var också trollkarl, och tillsammans med Birgit skapade han ett illusionsnummer, som blev mycket efterfrågat.
Parets planer på att grunda en egen cirkus började år 1977, varför de vid starten valde att namnge sin cirkus efter Kronprinsessan Victoria som föddes detta år.
1986 hade cirkusen sin premiär i Fjugesta
Efter ett antal år sålde paret cirkusen till den berömde tivoli- och cirkusmannen Åke Skogh (framförallt känd för att ha grundat och drivit Skoghs Tivoli), som sedan drev den fram till år 2009. Detta år valde Åke att sälja Cirkus Wictoria till Lars Åke och Karin Jonsson, som sedan dess driver den. Han följde dock med cirkusen även denna säsong.
Slutligen lämnade Åke Skogh sin cirkus hösten 2009, då han avled nyss fyllda 81 år.
Säsongen 2016 avbröts på grund av ekonomiska problem och cirkusen gick i konkurs den 30 november 2017.

## Allmänt
Cirkusens tält, som införskaffades till 20-årsjubileet 2006, är blått med inslag av vitt och rymmer cirka 560 personer. Cirkus Wictoria har av tradition blå trävagnar.

## Bilder

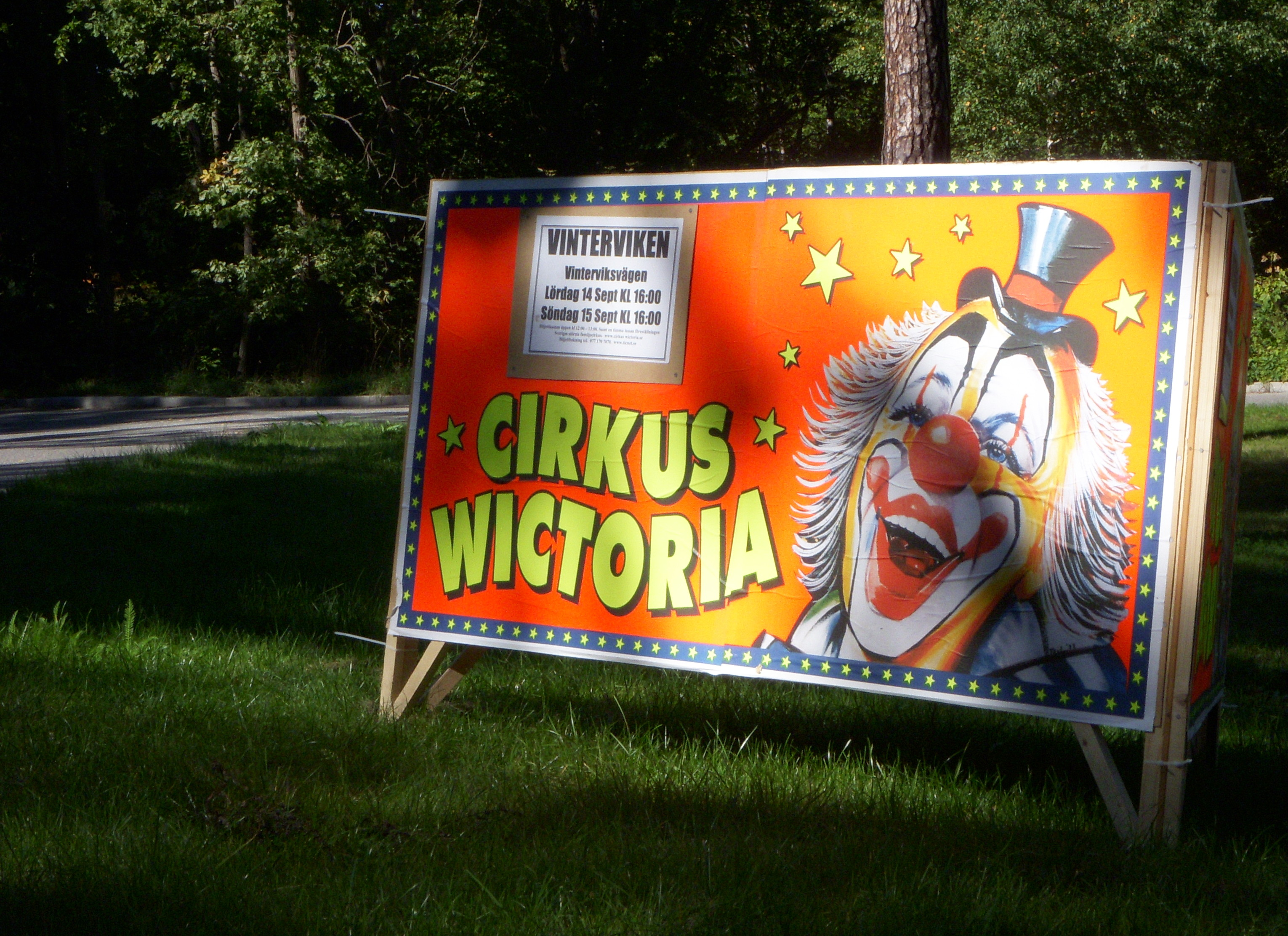
Cirkus Wictoria i Vinterviken 2013
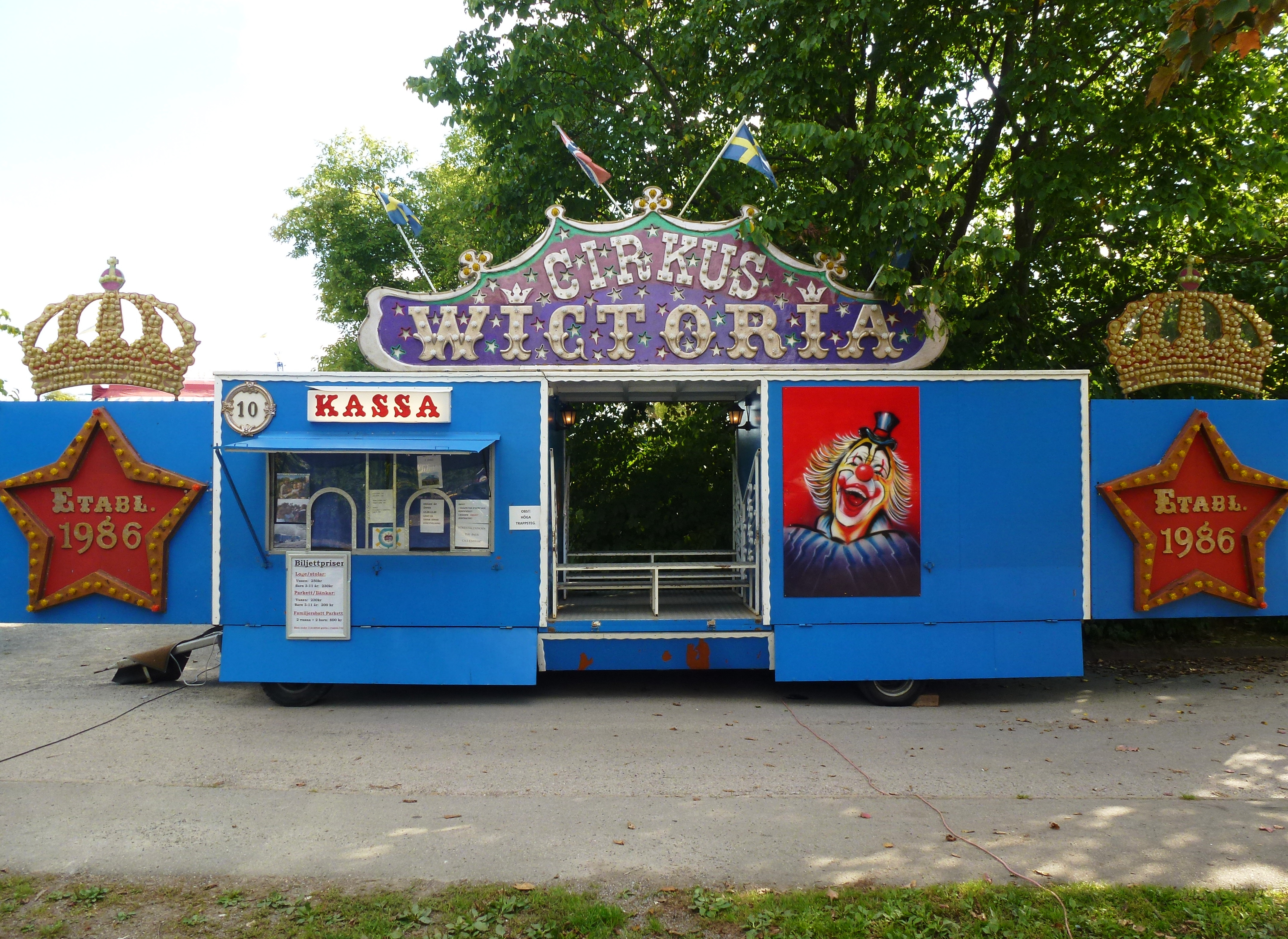
Cirkus Wictoria i Västberga 2013
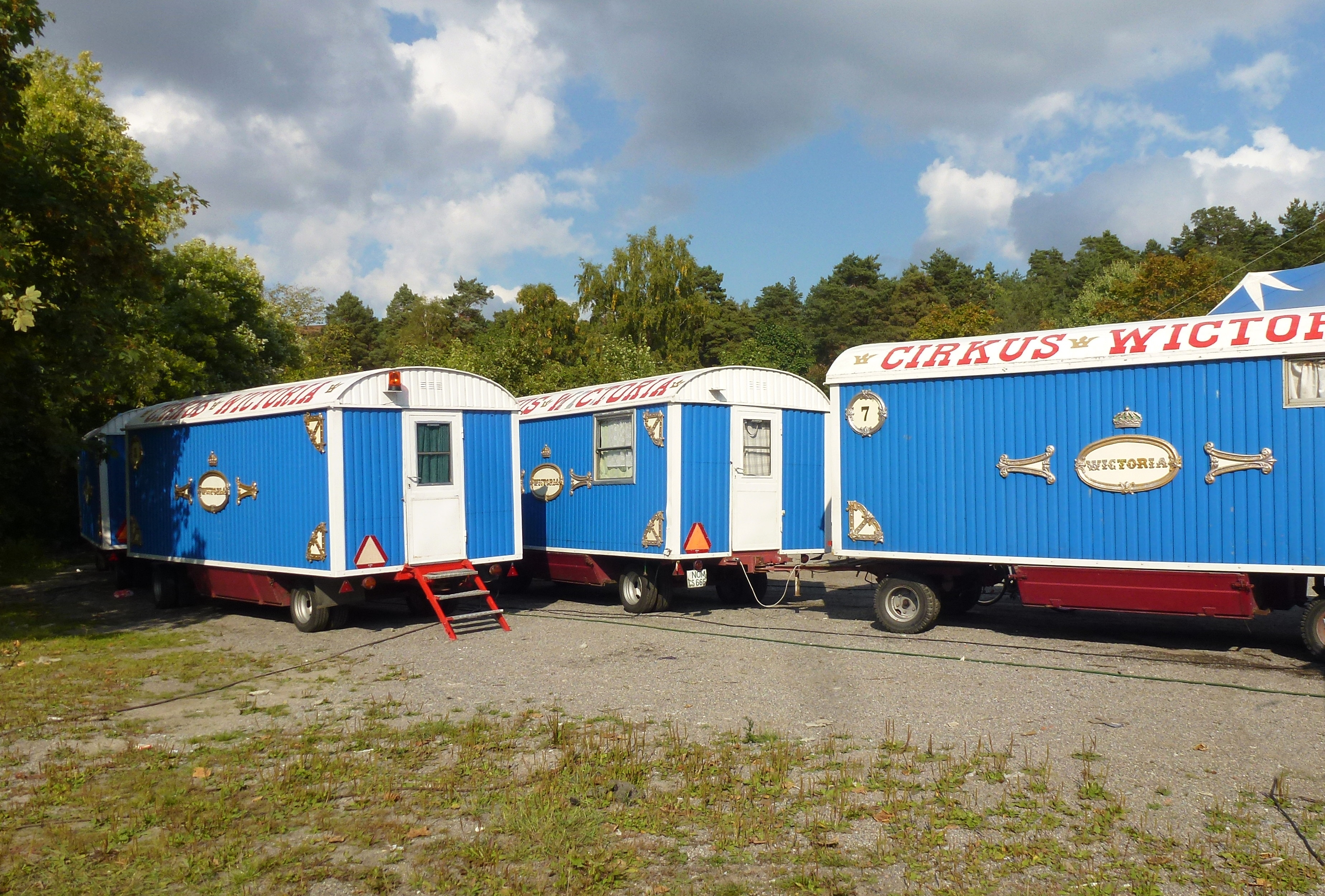
Cirkus Wictoria i Västberga 2013